# Fictor stercoraria
Fictor stercoraria är en rundmaskart. Fictor stercoraria ingår i släktet Fictor, och familjen Diplogasteridae. Arten är reproducerande i Sverige.